# Gracixalus waza
Gracixalus waza je druh keřové žáby z čeledi létavkovití. Je to endemický druh v provincii Cao Bang v severním Vietnamu. Tento nově (v roce 2013) pojmenovaný druh je znám pouze z oblasti Hạ Lang District ve Vietnamu. Je nepravděpodobné, že se tento druh vyskytuje také v sousední části Číny.

## Etymologie
Tento druh je pojmenován pro Světovou asociaci zoologických zahrad a akvárií (WAZA) a uznává jejich "podporu výzkumu a ochrany obojživelníků ve Vietnamu".

## Popis
Dospělí samci měří 27 až 33 mm a dospělé samice přibližně 38 mm. Hlava je stejně široká či širší než delší, se zřetelným zaobleným bubínkem. Přední končetiny jsou poměrně krátké. Prsty mají vyvinuté přísavky. Kůže je hladká, s výjimkou několika výběžků na bocích, na břiše a na končetinách. Zbarvení žáby se pohybuje od světle zelenožluté až po mechově zelenou. Žába má tmavé hnědý skvrnitý vzor (připomínající písmeno Y), který začíná mezi očima a pokračuje na zadní část dorsu. Krk a hrudník jsou bílé s tmavě hnědým mramorováním, zatímco břicho je nepřerušované bílé.

## Bitotop
Gracixalus waza žije poblíž krasové krajiny, všechny vzorky byly nalezeny v blízkosti jeskynních vchodů a v údolích obklopených vápencovými horami. Hlavní lokalita, kde žije Gracixalus waza je v oblasti sekundárních krasových lesů složených z tvrdých dřevin smíšených s keři a révou. Výškový rozsah je 480-650 m nad mořem. Vzorky jsou poměrně ve velké vzdálenosti od moře, minimální vzdálenost je asi 200 m). Gracixalus waza je aktivní jen v noci. Většina jedinců byla nalezena na stromech asi 0,2-0,5 m nad zemí, ale dva jedinci byli nalezeni na vápencovém útesu uvnitř jeskyně. Několik dalších krasových druhů bylo nalezeno v oblasti výskytu této žáby, například Goniurosaurus luii a had Elaphe moellendorffi (také znám jako květinový had a Moellendorfův myší had).
Mezinárodní svaz ochrany přírody zatím (2018) neposoudil stupeň ohrožení druhu.